# ジョージアの映画
ジョージアの映画（ジョージアのえいが、英：Geogian Films／グルジア語: ქართული კინო）では、ジョージア（旧名グルジア）で製作された映画、およびジョージア出身の映画製作者による作品について解説する。

## 概要
1917年のロシア革命後、ソ連邦の各地では新国家建設の一環としての映画製作が行われたが、とくにさかんだったのがウクライナとコーカサス地方で、その中でも長い文化的蓄積をもつジョージアは、多くの映画監督を輩出してすぐれた映画文化を生み出した。
映画監督では、トビリシで生まれたアルメニア人、セルゲイ・パラジャーノフや、ロシアで活動したミハイル・カラトーゾフ（ミヘイル・カラトジシュヴィリ）、後年フランスに移住して製作をつづけたオタール・イオセリアーニなどが世界的に高い評価を受けている。長くソ連映画・ロシア映画の一部として扱われていたが、2010年代の半ばからニューヨークや東京で「ジョージア映画／グルジア映画」としての紹介上映が相次いで、独立した映画史としての再受容が進んでいる。
以下では、日本語での国名表記が「グルジア」から「ジョージア」へ変更される以前の時代についても、「ジョージア」の表記で統一する。

## 歴史

### 草創期
ジョージアにおける映画の製作は、1910年に技師のアレクサンダー・ディグメロフ（Alexander Dighmelov）がいくつかの短い記録映画を撮影したのが最初とされている。1912年にはヴァシル・アマシュケリ（Vasil Amashukeli）が、ジョージアの詩人、アカキ・ツェレテリが故郷の山岳地帯、ラチャ＝レチフミを再訪するドキュメンタリー映画『アカキ・ツェレテリのラチャ・レチフミへの旅（The Journey of Akaki Tsereteli in Racha-Lechkhumi）』を製作、これがジョージア最初のドキュメンタリー映画となった。
この後いくつかのサイレント映画が製作され、長篇では1918年の『クリスティネ（Kristine）』（監督：アレクサンダー・ツツナワAlexander Tsutsunava）、1921年の『グリャズノフ将軍の殺人（Arsena Jorjiashvili/The Murder of General Gryaznov）』（監督：イワン・ペレスティアニIvane Perestiani）などが重要作とみなされている。
この時代のジョージア映画は、ロシア映画とドイツ映画の影響がみられた。

### ソ連化の時代

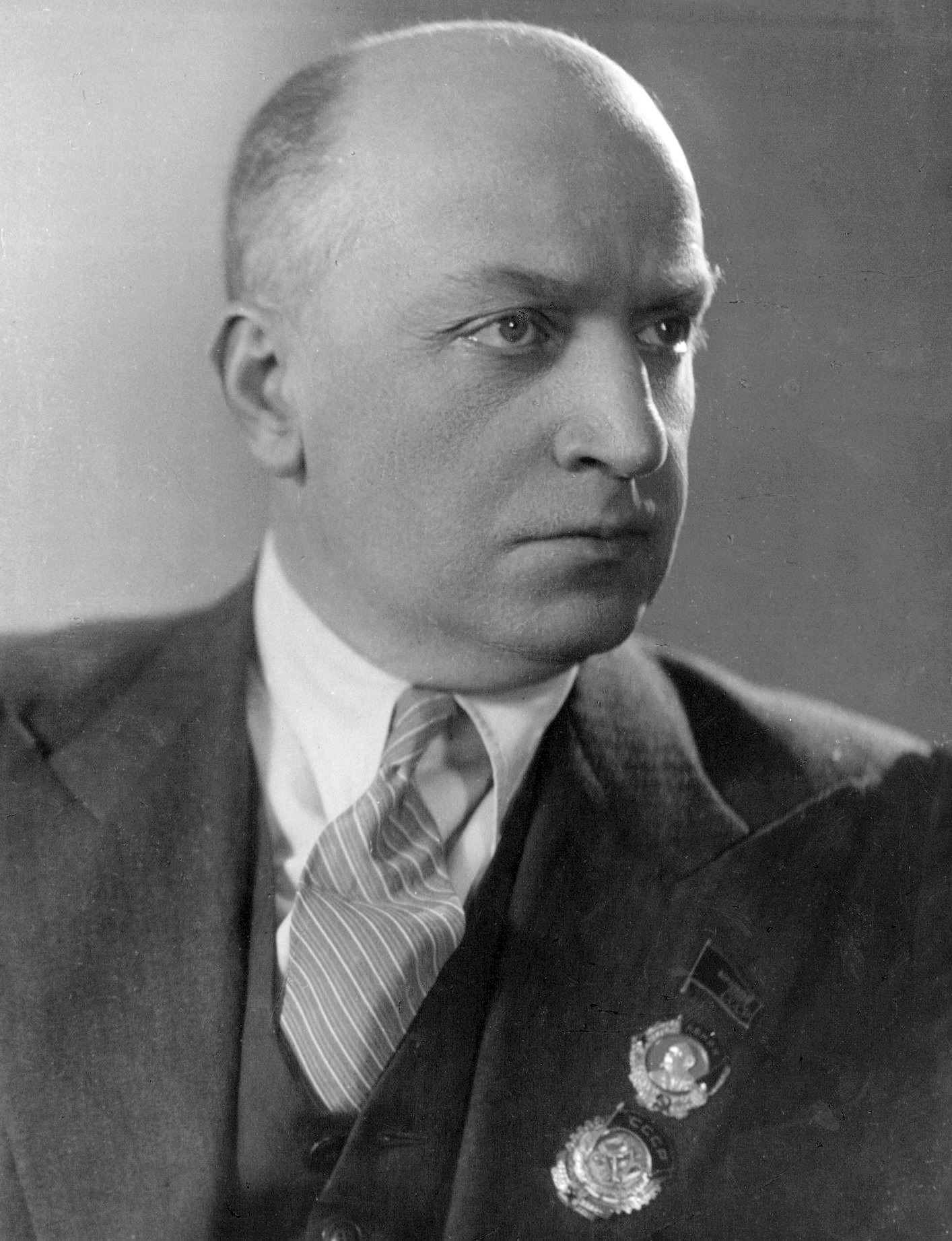
ミヘイル・チアウレリ（1894−1974）。ソ連時代のジョージア映画の芸術的水準を大きく引きあげた監督の一人とみなされている。

1921年にボリシェヴィキの侵攻を受けてグルジア民主共和国は崩壊、アルメニアやアゼルバイジャンとともにソビエト連邦に組み込まれる。翌1922年にコーカサス地方の映画製作を監督するゴスキノ（ソ連国家映画委員会）、1923年には国内でジョージア国家映画協会（The Georgian State Film Institute）が設立されて、国家建設をささえる道具としての映画製作が本格的に開始された。このように、ジョージア映画界はソビエト政権からの支配が強化されていたものの、1920年代後半にはゴスキンプロム（国立映画産業）のもとにニュース映画部、アニメーション映画部が創立された。
戦間期のトビリシには、未来派の詩人ウラジーミル・マヤコフスキーをはじめ前衛的な芸術家たちが集まっていた。彼が主導していたロシア・アヴァンギャルド運動はジョージアの映画界にも影響を及ぼした。一方で、この状況は、ジョージアの映画人に彼らの民族文化に立脚した映画をつくる機運を醸成させた。

はじめ監督や撮影技師はロシア中央から派遣されていたが、1930年代に入ると、ニコロズ・シェンゲラヤ（Nikoloz Shengelaia）、ミヘイル・チアウレリ（Mikheil Chiaureli）などジョージア出身の映画監督が登場した。シェンゲラヤは、はじめ脚本家として映画制作のキャリアをスタートさせたが、『ギウリ』（1927年）で初めて監督を務め、前衛的な演出と民族的要素を兼ね備えた、無声映画時代の傑作とも呼ばれる『エリソ』（1928年）を生み出した。チアウレリは1934年にジョージア最初のトーキー映画を監督したほか、後年、ジョージアで生まれたスターリンの伝記映画も製作している。
また1930年代には、ウラジミール・ムジリ（Vladimir Mudjiri）が多くの短編アニメーションを作っている。また、ミハイル・カラトーゾフ（Mikhail Kalatozov、露名ミハイル・カラトーゾフ）監督の『スヴァネティの塩』（1930年）は、社会主義のプロパガンダ映画として制作されたものの、スヴァネティ地方のウシュグリに住む人々の生活・姿を描いた傑作として評された。1938年には首都トビリシに国立撮影スタジオが完成した。
第二次大戦が終わると、ソ連はとりわけアメリカ映画に対抗しうる作品をめざし、国策としてハリウッド映画をまねた豪華なセットが作られるようになった。ジョージアにもこの方針は波及し、大舞踏会での群像劇を軸とするミュージカル『ケトとコテ』（1948年）などはその代表例である。

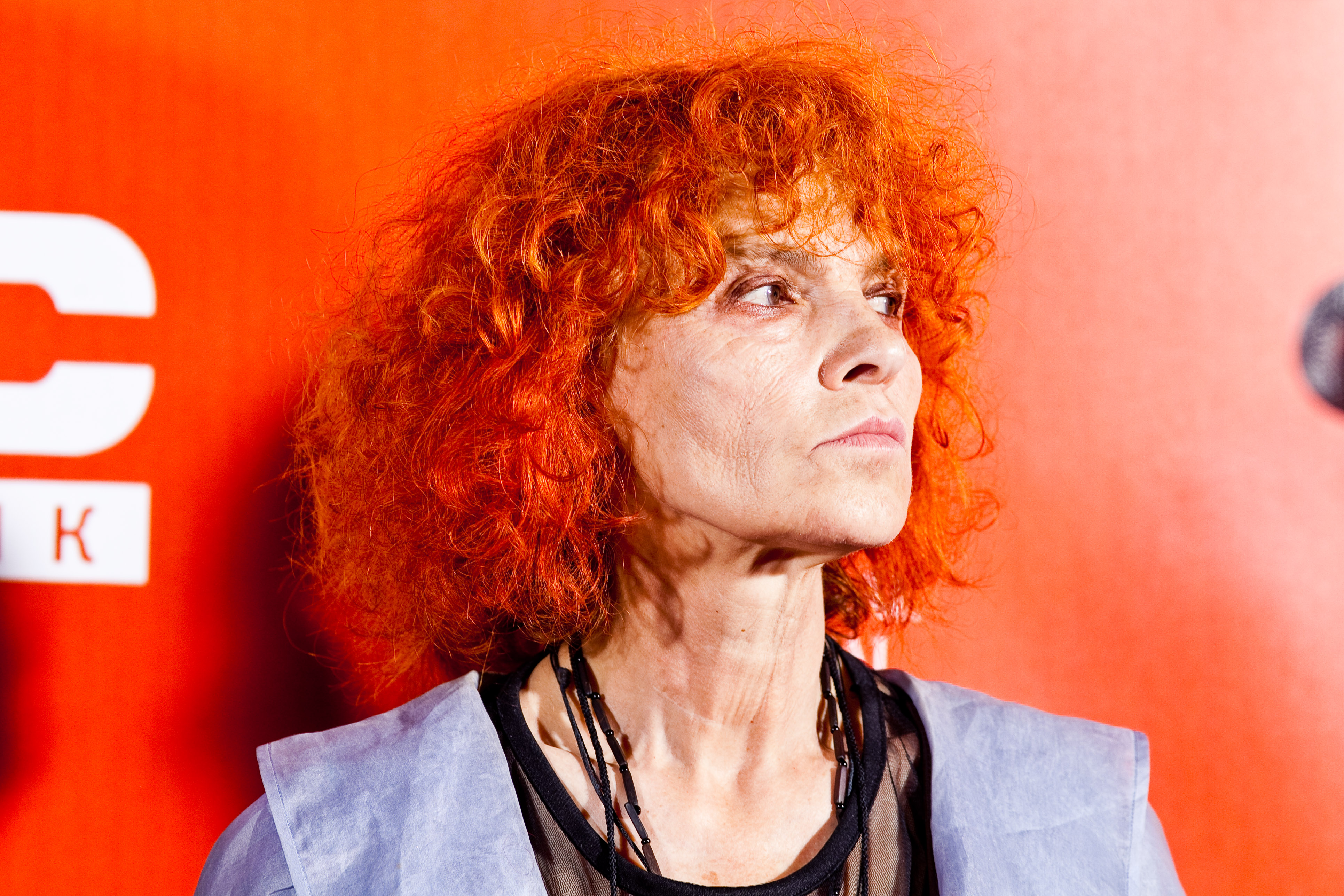
映画監督のナナ・ジョルジャーゼ (1948-）は、1990年代にカンヌやヴェネツィアの国際映画祭で審査委員に抜擢されるなど、第二次大戦後に生まれた世代として国際的な注目を集めた。

1950年代に至って独自の民族性をみつめた作品が作られるようになり、ジョージア映画は国外でも注目されるようになった。テンギズ・アブラゼ（Tengiz Abuladze）の『青い目のロバ（Magdana’s Donkey/ Lurja magdani）』（1955年）が第9回カンヌ国際映画祭で短編賞を受賞しているほか、レヴァズ・チヘイゼ（Rezo Chkheidze）やオタール・イオセリアーニ（Otar Iosseliani）もこの時期に活動を開始している。
1970年代から1980年代、ブレジネフ体制のソビエト連邦は停滞の時代を経験したが、ジョージアの映画にとっては活況の時代であった。1974年、トビリシ演劇大学に映画学科が設立。同大学の1期生であったナナ・ジョルジャーゼ(Nana Djordjadze)は、在籍中テンギズ・アブラゼとイラクリ・クヴィリカゼに師事している。また、1979年には映画学科出身の若手らによってスタジオ「Debut」が立ち上げられ、彼らはそこで実験的映画表現を追求した。1985年にソ連でペレストロイカが始まるとジョージア国内の映画製作も活発化し、1987年には第40回カンヌ国際映画祭においてアブラゼの『懺悔（Repentance/Pokoyanie）』が審査員特別大賞、ナナ・ジョルジャーゼの『ロビンソナーダ (My English Grandfather/Robinsonada)』がカメラ・ドール（新人賞）を同時受賞している。上述の通り、この時代のジョージア共和国内ではソビエト連邦の映画としては作家性の強い作品が数多く製作されたが、この背景として、当時のグルジア共産党第一書記であったエドゥアルド・シェワルナゼの援護があったとされる。
ソビエト時代末期、1980年代後半にペレストロイカが開始されると、ジョージア映画の製作・配給・上映にも変化が訪れた。1986年5月に行われた第5回ソビエト映画人同盟の大会以降、検閲が廃止されたほか、『懺悔』をはじめとした上映禁止処分を受けていた80本にのぼる映画が解禁された。一方で、ペレストロイカの展開は映画に市場原理ももたらした。これにより、ジョージアの映画人たちは新しい問題に直面することとなった。

### 独立後

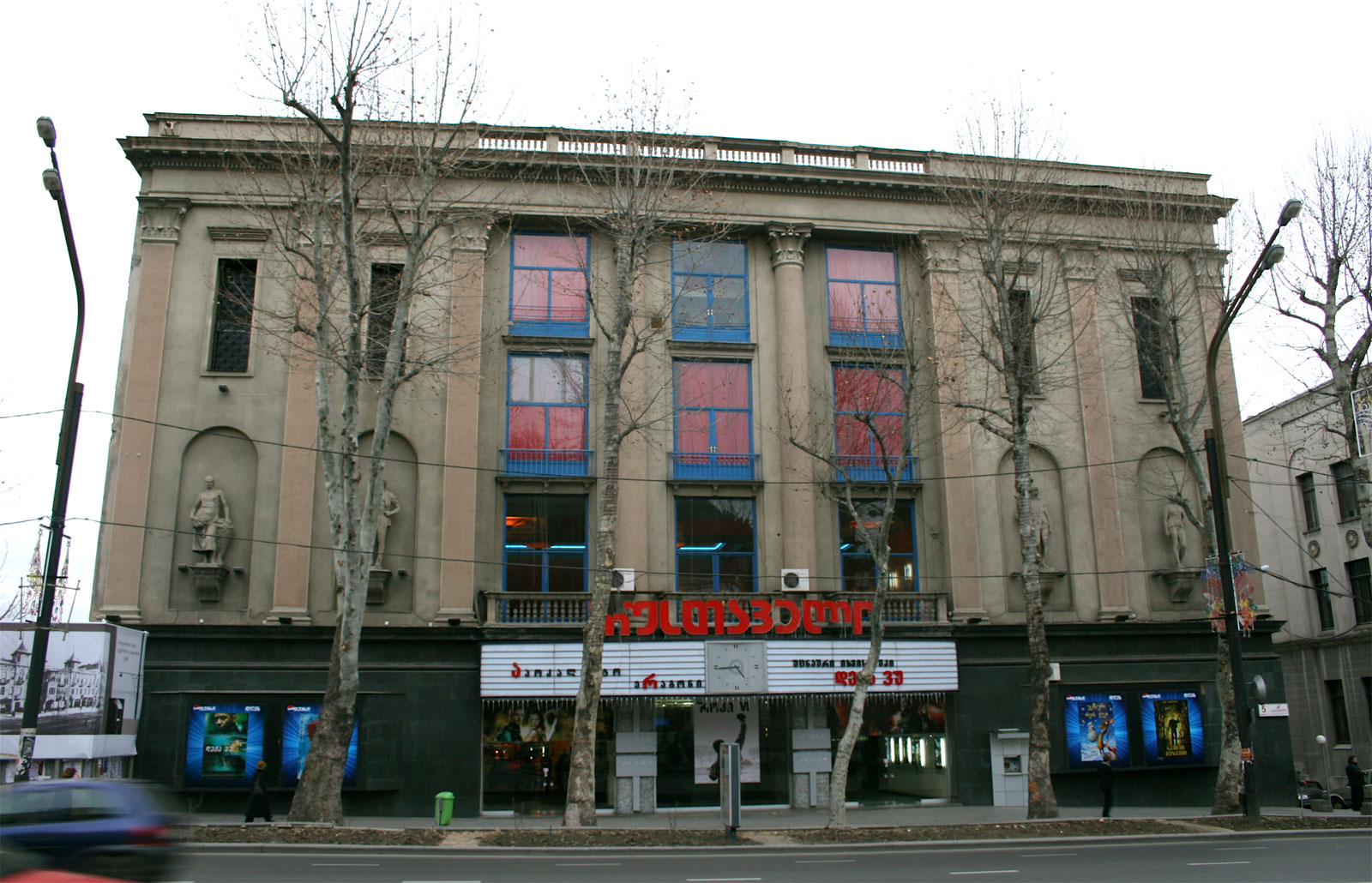
首都トビリシの映画館。ジョージアでは2001年に施行された法律で、国内で上映する外国映画のすべてにジョージア語（グルジア語）の字幕か吹き替えを追加することが義務づけられた。

ジョージアは1991年に独立を宣言する。つづいてソ連邦も崩壊するが、ガムサフルディア初代大統領への批判・支持をめぐる対立が内戦に発展、さらにロシアの後押しを得たアブハジア地方などで分離派の活動が過激化して、ジョージア国内は深刻な混乱に陥る。
この過程でジョージア国内における映画製作本数は大きく減少するが、1990年代後半に入るとしだいに治安は回復し、2000年にはトビリシ国際映画祭が開始。翌2001年にはジョージア国立フィルムセンター（アーカイブ）が設立されている。
この時期の作品では、レゾ・エサゼ監督（Rezo Esadze）の『屋根または未完成映画素材（The Roof or the Unﬁnished Film Material／Cheri anu daumtavrebeli pilmis masala）』（2003年）や、レヴァン・ザカレイシュヴィリ監督（Levan Zakareshvili）の『トビリシ・トビリシ（Tbilisi-Tbilisi）』（2005年）などが国外で高く評価された。

### 国際化の時代

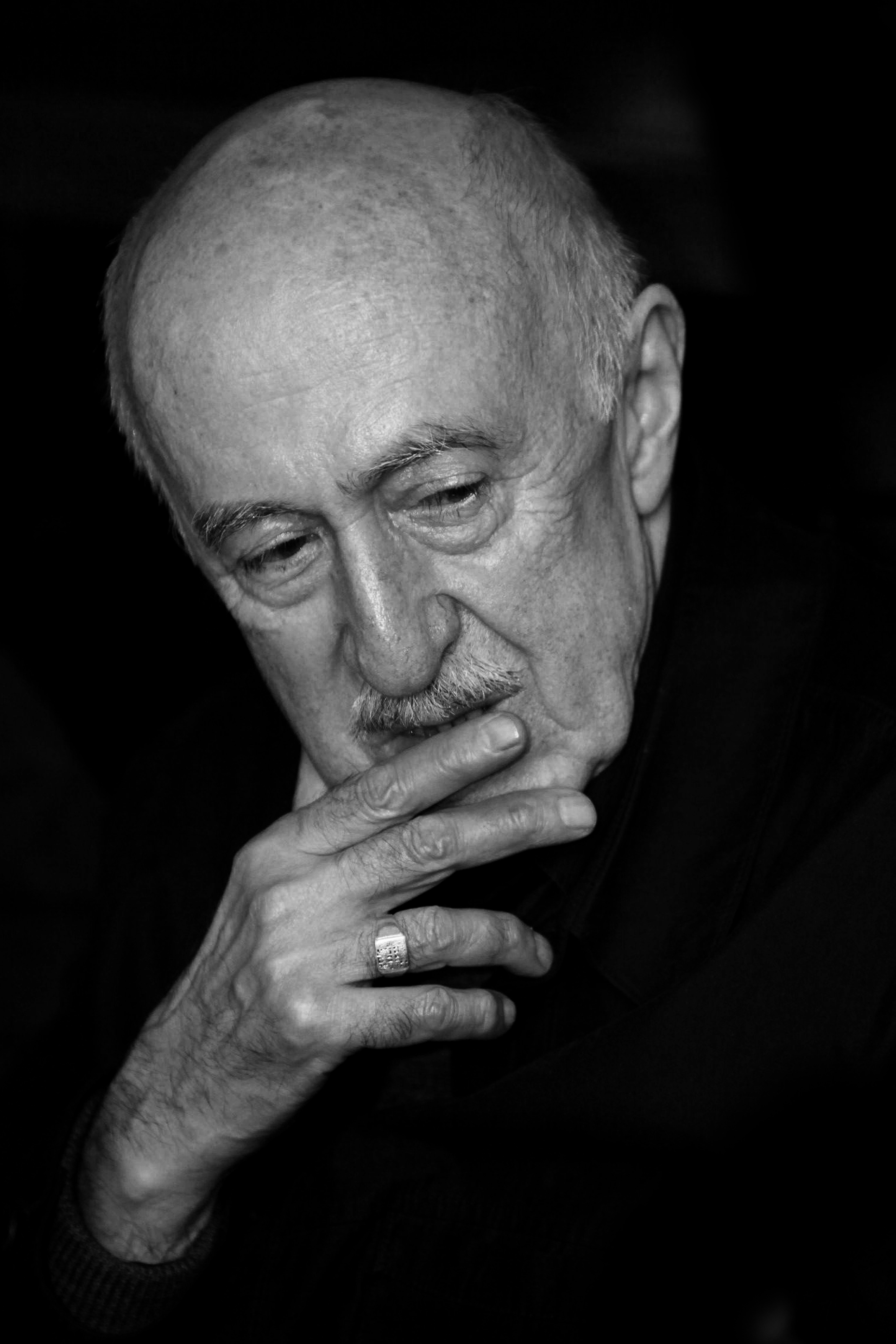
フランスに移住したオタール・イオセリアーニはフランス語の作品を数多く監督、フランスの映画作家たちにも影響を与えた。

1970年代からフランスへ移住して製作をつづけていたオタール・イオセリアーニは、1980年代に『月の寵児たち (Les Favoris de la Lune)』（1984年）や『そして光ありき (Et la Lumière fut)』（1989年）がヴェネチア国際映画祭で審査員特別大賞を受賞して国際的な注目を集めた。ジョージア独立後の混乱期には、フランスのTV局で、ジョージアの豊かな歴史と近年の政治的動乱をみつめるドキュメンタリー大作『唯一、ゲオルギア（Seule, Georgie）』（1994年）を製作。『月曜日に乾杯！（Lundi Matin）』（2002年）がベルリン国際映画祭で銀熊賞（監督賞）を受賞して世界的な巨匠とみなされるようになった。 
2008年のロシアによるアブハジアと南オセチアの併合、これにつづく世界的な金融危機でジョージアの映画産業は再び大きな打撃を受けたが、2010年代以降に状況はやや改善し、2012年には6本、2015年には16本の映画が製作されている。
このころから第二次大戦後に生まれた世代も作品を発表するようになり、とくにザザ・ウルシャゼ監督（Zaza Urushadze）の『みかんの丘（Tangerines/ Mandariinid）』（2013年）や、ギオルギ・オヴァシュヴィリ監督（George Ovashvili）の『とうもろこしの島（Corn Island/ Simindis kundzuli）』（2014年）などが国際的に知られている。
また2016年以降ジョージア政府は税制措置の優遇など国内の映画製作を支援する政策に力を入れており、『マイ・ハッピー・ファミリー（My Happy Family/ Chemi Bednieri Ojakhi）』（2017年）、『恐ろしい母（Scary Mother/ Sashishi deda）』のように国際共同製作による清新な作品がアメリカのサンダンス映画祭など国外へ積極的に進出するようになった。これらを指して「ニュー・ジョージアン映画 (New Georgian Cinema)」などと呼ぶ論者も現れている。

## 国外での受容
上述のとおりジョージア映画は長くソ連・ロシア映画史の文脈でのみ語られてきたが、近年になって独自の映画文化として再評価がすすんだ。2014年にはニューヨーク近代美術館（MoMA）が3か月にわたってジョージア映画の特集を組み、2021年にも再度特集上映を行う。これらがきっかけとなって、サイレント期の短編からメラブ・ココチャシュヴィリ『大いなる緑の谷 (Great Green Valley/ Didi mtsvane veli)』（1967年）といった中興期の傑作、2010年代の若い世代による新作まで、ジョージア映画作品が幅広く注目されるようになった。
日本では1978年に『ピロスマニ（放浪の画家ピロスマニ）』が公開されたのち、90年代にイオセリアーニ作品などが散発的に紹介されていたが、2018年に岩波ホールがジョージア映画を特集。2022年にも大規模な特集上映が東京で行われたほか、2023年にはイオセリアーニ全作品が国内で巡回上映されるなど、やはり近年になって再受容が進んでいる。